# Liste der Biografien/Suu
Liste der Biografien |
Portal Biografien |
Personensuche
# |
A |
B |
C |
D |
E |
F |
G |
H |
I |
J |
K |
L |
M |
N |
O |
P |
Q |
R |
S |
T |
U |
V |
W |
X |
Y |
Z |
?
 
Sa |
Sb |
Sc |
Sd |
Se |
Sf |
Sg |
Sh |
Si |
Sj |
Sk |
Sl |
Sm |
Sn |
So |
Sp |
Sq |
Sr |
Ss |
St |
Su |
Sv |
Sw |
Sy |
Sz
 
Sua |
Sub |
Suc |
Sud |
Sue |
Suf |
Sug |
Suh |
Sui |
Suj |
Suk |
Sul |
Sum |
Sun |
Suo |
Sup |
Suq |
Sur |
Sus |
Sut |
Suu |
Suv |
Suw |
Sux |
Suy |
Suz
Die Liste der Biografien führt alle Personen auf, die in der deutschsprachigen Wikipedia einen Artikel haben. Dieses ist eine Teilliste mit 11 Einträgen von Personen, deren Namen mit den Buchstaben „Suu“ beginnt.

## Suu
- Suu, Vo, Kameramann der NBC und im Vietnamkrieg Berichterstatter

### Suum
- Suuman, Aleksander (1927–2003), estnischer Lyriker
- Suumann, Diana (* 1992), estnische Leichtathletin

### Suun
- Suun, Riho (* 1960), sowjetischer Radrennfahrer

### Suur
- Suurballe, Morten (* 1955), dänischer Schauspieler
- Suurbier, Wim (1945–2020), niederländischer Fußballspieler und -trainerWim Suurbier (1945–2020)

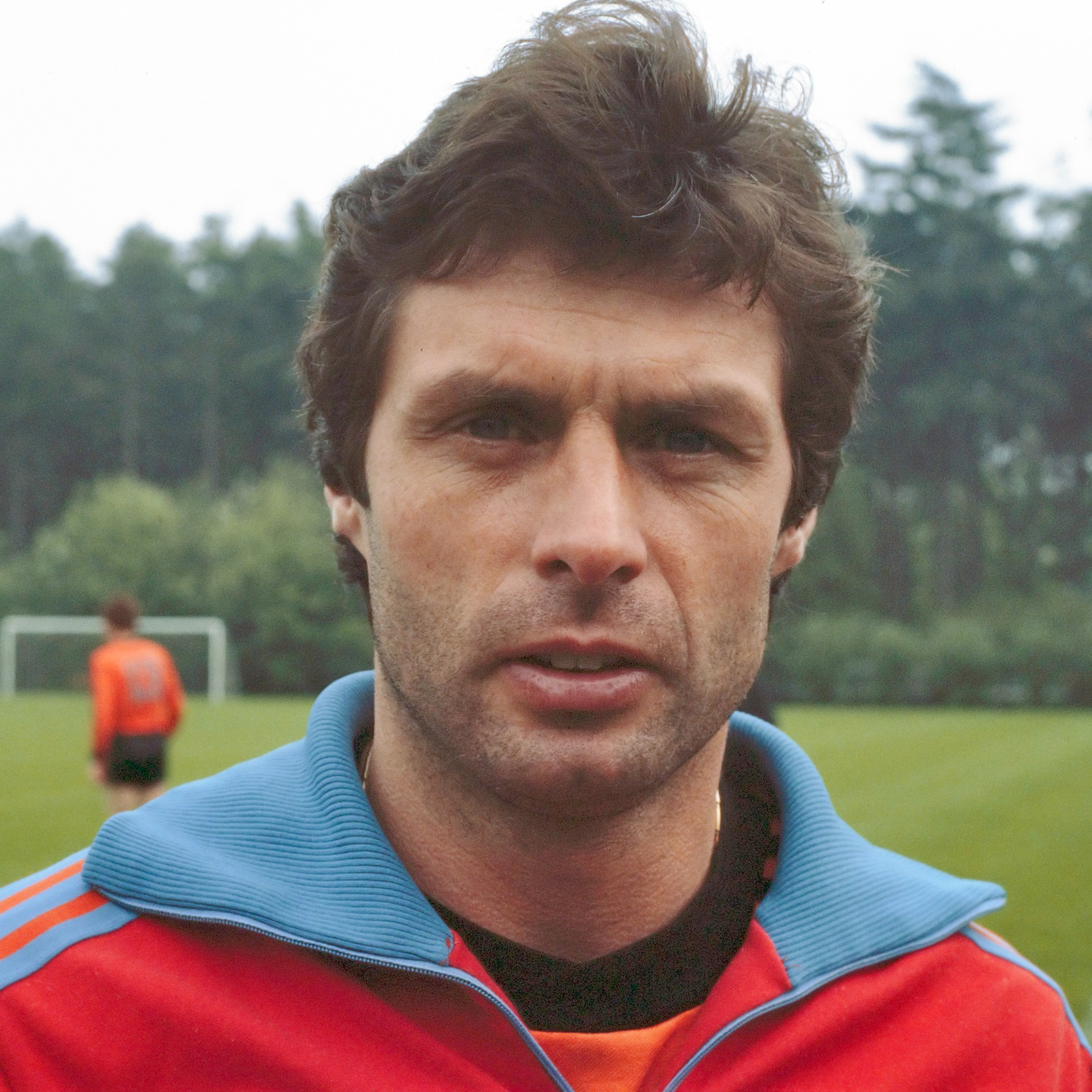
Wim Suurbier (1945–2020)

- Suurhoff, Ko (1905–1967), niederländischer Politiker (PvdA) und Gewerkschaftsfunktionär
- Suurkask, Anton (1873–1965), estnischer Schriftsteller
- Suursoo, Toivo (* 1975), estnischer Eishockeyspieler
- Suursööt, Oskar (1893–1942), estnischer Politiker

### Suut
- Suutarinen, Juhani (* 1943), finnischer Biathlet